# Kosina
Kosina je nagnuta ravna ploha - uzbrdica odnosno nizbrdica - koja može poslužiti kao čvrsta podloga za dizanje ili spuštanje tereta. Od vremena renesanse kosina se ubraja među šest jednostavnih strojeva. U antičko vrijeme bilo ih je samo pet - kosina nije bila ubrojena jer sama po sebi nema pokretnih dijelova. Bez obzira na to, kosina ima temeljna obilježja stroja, jer mijenja iznos i smjer sile te omogućava vršenje rada pomoću manje sile.
Primjena kosine u praksi je raznolika i rasprostranjena. To su razne rampe za ukrcaj, nagibi na prometnicama, kosine na krovovima kuća, izvedbe kosina u građevinarstvu, strojarstvu itd. Poznati primjer je kosina po kojoj se kreće Zagrebačka uspinjača.
U srednjoškolskoj nastavi i na početnim godinama mnogih studija, u predmetima kao što su fizika ili mehanika, kosina se koristi za analizu i vježbanje primjene Newtonovih zakona gibanja. U tu svrhu zadaju se primjeri različite složenosti, u kojima više sila pod različitim kutovima vuče ili gura tijelo na kosini - što nije tipična namjena kosine kao stroja, ali je vrlo koristan postupak za usvajanje nastavnog gradiva. Naime, služila je za proučavanje jednoliko ubrzanoga gibanja tijela s ubrzanjem koje je manje od ubrzanja Zemljine sile teže: 
{\displaystyle a=g\cdot \sin \alpha }
gdje je: a - ubrzanje na kosini, g - ubrzanje sile teže, a α - nagib kosine.

## Kosina kao stroj: mehanička prednost kosine
Ako neki teret težine {\displaystyle \scriptstyle {\vec {G}}} podižemo okomito uvis, za to je potrebna sila {\displaystyle \scriptstyle {\vec {F}}_{u}} suprotnog smjera od težine i jednakog iznosa, tj. {\displaystyle \scriptstyle F_{u}=G} (lijeva strana skice desno). Podrazumijeva se da "podizanje" znači da se teret giba stalnom brzinom (jednoliko), pa vektorski zbroj tih dviju sila iznosi nula. (Naravno da na početku podizanja {\displaystyle \scriptstyle {\vec {F}}_{u}} mora biti bar malo veća od težine, da bi pokrenula i ubrzala teret, ali na kraju podizanja treba biti isto toliko manja, da bi se teret usporio i zaustavio. Zato su iznosi tih dviju sila na cijelom putu podizanja u prosjeku jednaki, a na najvećem dijelu puta su i trenutno jednaki.) Iz istih razloga, i kod jednolikog spuštanja tereta sila kojom ga vučemo okomito uvis (pridržavamo da ne padne) mora biti na isti način po iznosu jednaka težini tereta.
Ako, međutim, isti teret jednoliko podižemo (ili spuštamo) po kosini silom {\displaystyle \scriptstyle {\vec {F}}_{k}} koja je paralelna s kosinom (desna strana skice), iznos te sile će biti manji od težine tereta, ovisno o nagibu kosine i trenju. Ako se trenje može zanemariti (vrlo mali koeficijent trenja klizanja, ili je teret postavljen na kotače), tada je sila kojom teret jednoliko podižemo ili spuštamo po kosini jednaka
{\displaystyle F_{k}=G\sin \alpha =G{h \over s}}
gdje je {\displaystyle \scriptstyle h} visina kosine, {\displaystyle \scriptstyle s} duljina kosine (omjer između visine i duljine kosine h/s naziva se uspon kosine), dok je {\displaystyle \scriptstyle \alpha } kut kosine (tj. kut koji kosa ploha zatvara s vodoravnom površinom). Trigonometrijska funkcija {\displaystyle \scriptstyle \ sin{\alpha }} toga kuta jednaka je omjeru visine i duljine kosine, pa oba izraza u jednadžbi imaju istu vrijednost. (Opis pomoću dimenzija kosine izgleda jednostavnije; no, u praksi je obično lakše izmjeriti kut kosine, pa se češće koriste trigonometrijske funkcije.)
Ako tijelo kliže po kosini a trenje nije zanemarivo, silu {\displaystyle \scriptstyle {\vec {F}}_{k}} treba uvećati za iznos trenja kod podizanja tereta, te umanjiti za iznos trenja kod spuštanja tereta.
Iako se od davnina iz iskustva znalo da je teret lakše podizati po kosini nego izravno uvis, gore navedeni točni izraz za iznos sile {\displaystyle \scriptstyle {\vec {F}}_{k}} (bez trenja) otkriven je tek u vrijeme renesanse (pripisuje se flamanskom inženjeru Simonu Stevinu, 1586.). Danas se taj izraz dokazuje jednostavnom analizom sila na razini srednjoškolske fizike (naredno poglavlje), a podjednako je razvidan i dokaz pomoću rada.
Na gornjoj skici nisu prikazane sve sile koje djeluju na tijelo, nego samo sila koja jednoliko podiže tijelo, ravno uvis ili po kosini. U oba slučaja sila će izvršiti jednak rad (kad nema trenja) jer tijelu mijenja samo potencijalnu energiju, a ta promjena ovisi samo o visinskoj razlici, što je u ovome primjeru visina kosine. U ovako jednostavnom slučaju rad se računa kao sila puta put, pa je {\displaystyle \scriptstyle F_{u}h=F_{k}s}. Treba samo uvrstiti {\displaystyle \scriptstyle G} umjesto {\displaystyle \scriptstyle F_{u}}, pa se dobije gornja formula.
Glavna prednost strojeva kod vršenja rada, u odnosu na izravno djelovanje silom, sastoji se upravo u tome da omogućuju vršenje jednakog rada manjom silom; naravno, zbog toga manja sila vrši taj rad na duljem putu (podizanje tereta uz kosinu umjesto ravno uvis). To svojstvo stroja naziva se mehanička prednost stroja (M.P.), i računa se tako da se iznos veće sile (koja bi bila potrebna bez stroja) podijeli s manjom (koja je dovoljna kad se koristi stroj). Dakle, uvrštavajući {\displaystyle \scriptstyle F_{k}} iz gornje formule dobiva se:
{\displaystyle M.P._{kosine}={G \over F_{k}}={s \over h}={1 \over {\ sin\alpha }}}
U primjeru na skici kut kosine je 30°, odnosno duljina kosine je duplo veća od visine, pa je sila {\displaystyle \scriptstyle F_{k}} upola manja od težine. U tom slučaju mehanička prednost kosine je 2. Znači, mehanička prednost nam govori koliko je puta sila (koja djeluje paralelno s duljinom kosine) manja od tereta (a istu vrijednost sile bi trebali primijeniti ako bi samo okomito ga dizali).

## Analiza sila na kosini
Kosina je standardni primjer za ilustraciju djelovanja sila na tijelo i primjene Newtonovih zakona gibanja u nastavi, pri čemu je uloga kosine kao stroja obično u drugom planu. Ovdje je prikazan uobičajeni metodološki slijed izlaganja, koje ujedno objašnjava i tvrdnje iz gornjeg poglavlja.

### Rastav težine na kosini
Prije cjelovitog prikaza sila koje djeluju na tijelo na kosini, korisno je analizirati samo djelovanje težine (skica desno). Težina {\displaystyle \scriptstyle {\vec {G}}} vuče tijelo okomito prema dolje, ali se ono ne može gibati u tome smjeru jer mu se ispriječila kosina. Za razumijevanje učinka težine u takvim okolnostima, treba je rastaviti u dvije komponente: tangencijalnu komponentu {\displaystyle \scriptstyle {\vec {G}}_{t}} u smjeru mogućega gibanja i normalnu komponentu {\displaystyle \scriptstyle {\vec {G}}_{n}} okomitu na smjer gibanja. (Takav rastav sile vrlo je uobičajen u analizi gibanja, zato što samo komponenta sile u smjeru tangente na putanju mijenja iznos brzine i vrši rad, dok komponenta u smjeru normale kod gibanja po krivulji mijenja smjer brzine i oblikuje putanju.)
Zbog normalne komponente težine {\displaystyle \scriptstyle {\vec {G}}_{n}} tijelo samo pritišće na kosinu; a prema zakonu akcije i reakcije kosina uzvraća na pritisak jednakom silom u suprotnom smjeru - to je sila koja sprečava propadanje tijela u kosinu. Za razliku od toga, tangencijalna komponenta {\displaystyle \scriptstyle {\vec {G}}_{t}} ubrzava tijelo niz kosinu, koliko je u tome ne ometaju ili sprečavaju druge sile (npr. trenje).
Kako se vidi iz skice, normalna komponenta {\displaystyle \scriptstyle {\vec {G}}_{n}} zatvara s težinom {\displaystyle \scriptstyle {\vec {G}}} kut koji je jednak kutu kosine (slični trokuti) i ovdje označen kao {\displaystyle \scriptstyle \alpha }. Zato su iznosi tih komponenata
{\displaystyle G_{t}=G\sin \alpha }
{\displaystyle G_{n}=G\cos \alpha }
kako slijedi iz elementarne trigonometrije (kateta uz kut je hipotenuza puta kosinus, a nasuprotna je hipotenuza puta sinus).

### Sile na tijelo stavljeno na kosinu
Ako tijelo samo stavimo na kosinu (i dalje ga ne diramo), ono će ili ostati mirovati na tome mjestu, ili će se gibati niz kosinu jednoliko ubrzano. Ishod ovisi o nagibu kosine i koeficijentu trenja, i lako se odredi analizom sila koje djeluju na tijelo.
Na skici desno prikazane su sve sile koje djeluju na tijelo ostavljeno na kosini. U normalnom smjeru (okomito na kosinu) na tijelo djeluje težina {\displaystyle \scriptstyle {\vec {G}}} svojom komponentom {\displaystyle \scriptstyle {\vec {G}}_{n}} (prikazanom na gornjoj skici) i normalna reakcija podloge {\displaystyle \scriptstyle {\vec {N}}}. Sila {\displaystyle \scriptstyle {\vec {N}}} je reakcija na silu kojom tijelo (u ovom slučaju, samo zbog težine) pritišće na podlogu, a koja nije prikazana na skici jer promatramo samo sile koje djeluju na tijelo. Budući da tijelo ne dobiva ubrzanje u normalnom smjeru, vektorski zbroj komponenata sila u tome smjeru iznosi nula, tj. {\displaystyle \scriptstyle N=G\cos \alpha } (normalna komponenta težine i normalna reakcija podloge se poništavaju).
U tangencijalnom smjeru tijelo niz kosinu vuče težina svojom komponentom {\displaystyle \scriptstyle {\vec {G}}_{t}}, a protivi joj se sila trenja {\displaystyle \scriptstyle {\vec {T}}} u suprotnom smjeru. (To trenje je dio ukupne reakcije podloge, očito tangencijalna komponenta, ali je uobičajeno nazivati ga samo trenjem). Tijelo mase {\displaystyle \scriptstyle m} će dobivati ubrzanje {\displaystyle \scriptstyle {\vec {a}}} niz kosinu ako je iznos {\displaystyle \scriptstyle {\vec {G}}_{t}} veći od trenja:
{\displaystyle G\sin \alpha -T=ma}
kako slijedi iz drugog Newtonovog aksioma: vektorski zbroj svih sila jednak je umnošku mase i vektora ubrzanja {\displaystyle \scriptstyle {\vec {a}}} tijela (kod translacije). Vektorsko zbrajanje provodi se tako da se zbrajaju komponente sila, ovdje u smjeru tangente i normale, prikazane kao pozitivni ili negativni brojevi, tzv. skalarne komponente. Skalarna komponenta je broj jednak iznosu vektorske komponente, a predznak smo odredili tako da one u smjeru ubrzanja budu pozitivne, a u suprotnom smjeru negativne.
Gornja jednadžba opisuje klizanje tijela, pa iznos trenja računamo kao {\displaystyle \scriptstyle T=\mu N}. Ako za iznos težine uvrstimo {\displaystyle \scriptstyle G=mg} (pa je {\displaystyle \scriptstyle N=G\cos \alpha =mg\cos \alpha }), iz gornje jednadžbe dobivamo
{\displaystyle a=g(\sin \alpha -\mu \cos \alpha )}.
Druga je mogućnost da tijelo stavljeno na kosinu ostane mirovati. Tada na njega djeluje statičko trenje. Statičko trenje je točno onoliko koliko je potrebno da spriječi klizanje, tj. po iznosu je jednako {\displaystyle \scriptstyle G_{t}=G\sin \alpha }. Ako, međutim, zamislimo da se {\displaystyle \scriptstyle G_{t}} povećava, npr. povećavamo kut kosine, povećava se i statičko trenje, ali ono može narasti samo do graničnog iznosa {\displaystyle \scriptstyle T_{M}=\mu _{S}N}. Tako se (za promatrane materijale tijela i podloge) određuje granični kut statičkog trenja pri kojemu tijelo još miruje (što se može koristiti za mjerenje koeficijenta statičkog trenja).
I najmanje daljnje povećanje kuta kosine dovodi do klizanja tijela. No, tada se statičko trenje pretvara u trenje klizanja, kojemu je iznos za uobičajene materijale osjetno manji od {\displaystyle \scriptstyle T_{M}} (jer je koeficijent trenja klizanja manji od koeficijenta statičkog trenja). Zato sila {\displaystyle \scriptstyle G_{t}} odjednom postaje osjetno veća od trenja, i tijelo ubrzava niz kosinu. Iz toga slijedi da ne možemo odabrati takav kut kosine da tijelo koje samo postavimo na nju jednoliko kliže niz kosinu: ono će ili mirovati ili ubrzavati. (Jednoliko gibanje bi se moglo ostvariti samo ako prije toga pogurnemo tijelo, da bi se statičko trenje pretvorilo u trenje klizanja i poprimilo nižu vrijednost od granične, a kut kosine je odabran tako da bude {\displaystyle \scriptstyle G\sin \alpha =T} za trenje klizanja.)

### Školski primjer
Za ilustraciju korištenja kosine u nastavi fizike, na skici desno prikazan je jedan jednostavan školski primjer. Pretpostavlja se da su učenici uglavnom usvojili gore izložena tumačenja o silama na kosini, a primjer služi za vježbanje primjene 2. Newtonovog aksioma.
Zadatak počinje skicom tijela na kosini i sila koje ga vuku ili guraju u različitim smjerovima. Ovdje je radi jednostavnosti zadana samo jedna takva sila, označena kao {\displaystyle \scriptstyle {\vec {F}}} i prikazana u crvenoj boji, koja zatvara kut {\displaystyle \scriptstyle \beta } s kosinom. Usto, zadan je i smjer brzine {\displaystyle \scriptstyle {\vec {v}}} i ubrzanja {\displaystyle \scriptstyle {\vec {a}}} tijela.
Učenik sam ucrtava ostale sile koje djeluju na tijelo: {\displaystyle \scriptstyle {\vec {G}},{\vec {N}},{\vec {T}}} (plava boja, trenje u suprotnom smjeru od brzine). Potom učenik odabire i ucrtava smjer koordinatnih osi {\displaystyle \scriptstyle x,y} na koje će projicirati vektore (i tako dobiti njihove skalarne komponente). Na ranijim primjerima pokazano je da je najbolje odabrati osi u smjeru tangente i normale, a smjer tangencijalne osi {\displaystyle \scriptstyle x} orijentirati u smjeru ubrzanja.
Nakon toga treba samo napisati jednadžbe "suma sila = masa puta ubrzanje" sa skalarnim komponentama vektora za svaku koordinatnu os posebno (jednadžbe su prikazane ispod skice).
Postupak je jednostavan i rutinski: za svaki vektor (za svaku silu, te za ubrzanje) treba odrediti iznos i predznak skalarne komponente, najprije duž osi {\displaystyle \scriptstyle x} a potom duž osi {\displaystyle \scriptstyle y}. Ako je sila paralelna s osi, iznos skalarne komponente jednak je iznosu sile (ona se projicira na os u cijelom iznosu); ako je sila okomita na os, skalarna komponenta je nula (sila se projicira u točku). Ako nije nijedno od toga, treba uočiti s kojom osi sila zatvara zadani kut (ovdje {\displaystyle \scriptstyle \alpha } ili {\displaystyle \scriptstyle \beta }); iznos skalarne komponente (projekcije) na toj osi dobije se tako da se iznos sile pomnoži s kosinusom kuta (kateta uz kut), a na onoj drugoj osi tako da se iznos sile pomnoži sa sinusom kuta (kateta nasuprot kutu).
Predznak skalarne komponente se određuje još jednostavnije: ako je sila ili njezina projekcija na os u smjeru osi, predznak je pozitivan; u suprotnom slučaju je negativan. Isto vrijedi i za ubrzanje: zato je os {\displaystyle \scriptstyle x} usmjerena na istu stranu kao i ubrzanje, da bi njegova skalarna komponenta bila pozitivna. Projekciju vektora na os lako je zamisliti kao sjenu koju bi usmjerena dužina bacala na tu os pod okomitim snopom svjetla; zato nema nikakve potrebe na skicu ucrtavati komponente sila, i tako je činiti nepreglednom.
Iz jednadžbi prikazanih na dnu skice lako se odredi iznos ubrzanja. Najprije se iz jednadžbe za {\displaystyle \scriptstyle y} komponente odredi iznos normalne reakcije podloge
{\displaystyle N=G\cos \alpha -F\sin \beta }
koji opisuje kolikim se silama tijelo i podloga međusobno stišću, i pomoću kojega se računa iznos sile trenja klizanja. (Jedan od obrazovnih ciljeva je da se pokaže kako trenje ne ovisi samo o normalnoj komponenti težine, nego i o normalnim komponentama drugih sila.) Potom se dobiveni iznos trenja {\displaystyle \scriptstyle T=\mu N=\mu (G\cos \alpha -F\sin \beta )} uvrsti u jednadžbu za {\displaystyle \scriptstyle x} komponente, iz koje se dobiva:
{\displaystyle a={{F(\cos \beta +\mu \sin \beta )-G(\sin \alpha +\mu \cos \alpha )} \over m}\,.}

## Kosina kao stroj: Podizanje i spuštanje tereta
U tipičnoj upotrebi kosine kao stroja najčešće se koristi vučna sila paralelna s kosinom, pomoću koje se teret podiže uz kosinu i pridržava dok se spušta niz kosinu. Pritom će se teret najveći dio puta gibati jednoliko, ali ga na početku gibanja treba ubrzati (pokrenuti) a na kraju gibanja usporiti (zaustaviti). Ovdje se ukratko opisuju sve faze gibanja.
U ovome opisu uključeno je i trenje (a može ga se naprosto izostaviti ako je zanemarivo malo). Radi određenosti, pretpostavlja se da se radi o trenju klizanja koje je osjetno manje od tangencijalne komponente težine, te se računa po formuli {\displaystyle \scriptstyle T=\mu N=\mu G\cos \alpha } jer vučna sila nema normalne komponente.
Skica desno u gornjem dijelu prikazuje podizanje tereta vučnom silom {\displaystyle \scriptstyle {\vec {F}}}, i to pod A) ubrzano podizanje, pod B) usporeno podizanje, dok se jednoliko podizanje dobiva stavljanjem {\displaystyle \scriptstyle a=0} u jedan ili drugi od ta dva slučaja. U donjem dijelu skice prikazano je spuštanje tereta koji pridržava sila {\displaystyle \scriptstyle {\vec {F}}}, i to pod C) ubrzano spuštanje, pod D) usporeno spuštanje, dok se jednoliko spuštanje dobiva stavljanjem {\displaystyle \scriptstyle a=0} u jedan ili drugi od ta dva slučaja.
Za matematički opis gibanja dovoljno je napisati samo jednadžbu gibanja za skalarne komponente duž osi {\displaystyle \scriptstyle x}, jer je izračun trenja već određen (pa zato i nije naznačena normalna os {\displaystyle \scriptstyle y}):
{\displaystyle F-G\sin \alpha -T=ma}        ubrzano podizanje (A);
{\displaystyle F-G\sin \alpha -T=0}        jednoliko podizanje (A ili B, {\displaystyle \scriptstyle a=0});
{\displaystyle G\sin \alpha +T-F=ma}        usporeno podizanje (B);
{\displaystyle G\sin \alpha -T-F=ma}        ubrzano spuštanje (C);
{\displaystyle G\sin \alpha -T-F=0}        jednoliko spuštanje (C ili D, {\displaystyle \scriptstyle a=0});
{\displaystyle F+T-G\sin \alpha =ma}        usporeno spuštanje (D).
U slučaju da je trenje zanemarivo, jednadžbe za jednoliko dizanje i spuštanje tereta po kosini (druga i peta jednadžba) daju {\displaystyle \scriptstyle F=G\sin \alpha }, što je vučna sila koja je u prvom poglavlju bila označena sa {\displaystyle \scriptstyle F_{k}}.
Napomena: U ovome članku koristi se uobičajeni pristup da se svaka vektorska veličina označava strelicom iznad slova (npr. {\displaystyle \scriptstyle {\vec {F}}}), a njezin iznos je pozitivan broj označen istim slovom bez strelice (npr. {\displaystyle \scriptstyle F}). Zato je iznos vektora ubrzanja (označen kao {\displaystyle \scriptstyle a}) uvijek pozitivan broj, bez obzira na to da li tijelo ubrzava ili usporava. Usto, tangencijalna os {\displaystyle \scriptstyle x} orijentirana je uvijek u smjeru ubrzanja ("pozitivni smjer"), zato da se na desnoj strani zakona gibanja ne bi pojavio negativni izraz "{\displaystyle \scriptstyle -ma}".

## Unutarnje poveznice
- osovina
- koloturnik
- vijak
- poluga
- klin
- jednostavni stroj